# Montañas Olímpicas
Las montañas Olímpicas (en inglés: Olympic Mountains) son una cadena montañosa en la península Olímpica del Noroeste del Pacífico de los Estados Unidos. Las montañas, que son parte de la cadena costera del Pacífico, no son especialmente altas: el monte Olympus es el más alto con 7965 pies (2428 m) de altitud; sin embargo, las laderas orientales se elevan desde el estrecho de Puget desde el nivel del mar y las laderas occidentales están separadas del océano Pacífico por las baja y amplia 20 a 35 km (12,4 a 21,7 mi) planicie costera del océano Pacífico. Las laderas occidentales son el lugar más húmedo de los 48 estados contiguos. La mayoría de las montañas están protegidas dentro de los límites del parque nacional Olympic y los segmentos adyacentes del bosque nacional Olímpico .
Las montañas están ubicadas en el oeste de Washington en los Estados Unidos, repartidas en cuatro condados: Clallam, Grays Harbor, Jefferson y Mason. Fisiográficamente, son una sección de la más grande provincia fronteriza del Pacífico, que a su vez es parte de la más grande cadena costera del Pacífico.

## Geografía

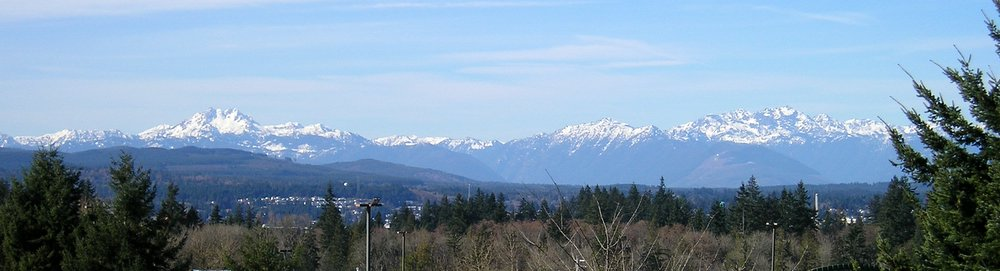
Las montañas Olímpicas en invierno, vistas desde el este. The Brothers es el gran pico doble a la izquierda, y la montaña Constance está a la derecha.

Las Olímpicas tienen la forma de un grupo de picos empinados rodeados por estribaciones densamente boscosas y cortadas por profundos valles. Están rodeadas por agua por tres lados y separadas del Pacífico por 20 a 35 km (12,4 a 21,7 mi) de amplia planicie costera. La forma general de la cordillera es más o menos circular, o algo en forma de herradura y el patrón de drenaje es radial.

Los ríos irradian hacia afuera por todos los lados. En el sentido de las agujas de reloj, de barlovento a sotavento, las principales cuencas hidrográficas son: Satsop, Wynoochee, Humptulips, Quinault, Queets, Hoh, Bogachiel, Sol Duc (todas fluyen hacia el oeste hacia el océano Pacífico; con Satsop y Wynoochee a través del río Chehalis y el Humptulips a través de Grays Harbour en la desembocadura del río Chehalis), Lyre, Elwha, Dungeness (todos fluyendo hacia el norte hacia el estrecho de Juan de Fuca), Big Quilcene, Dosewallips, Duckabush, Hamma Hamma y Skokomish (todos fluyendo hacia el este en dirección hacia el canal Hood).

### Lista de cumbres
Cumbres principales:

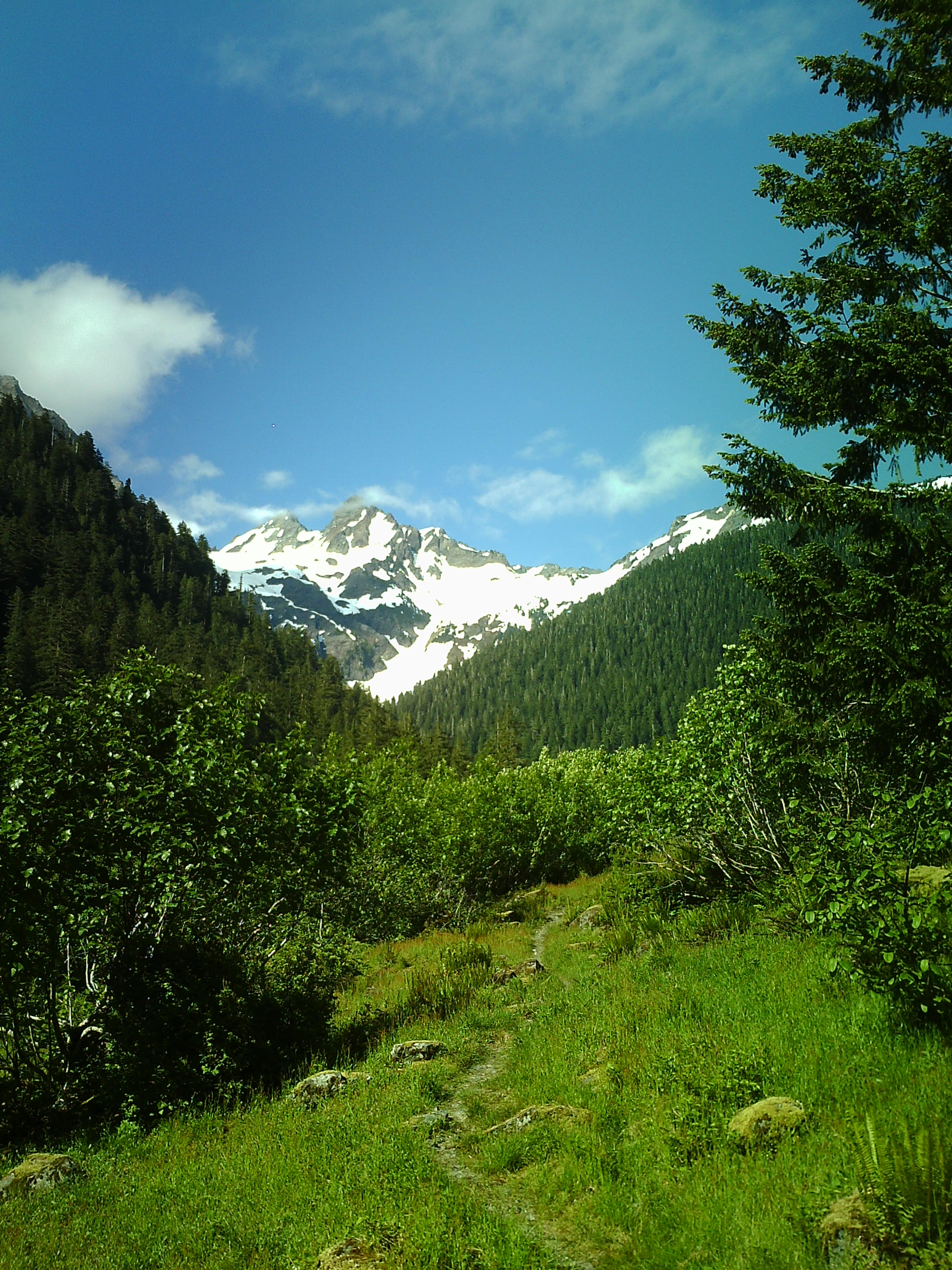
Monte Anderson visto desde la bifurcación del este del río Quinault

- Monte Olympus: el punto más alto, ocho glaciares
- Monte Constance: el pico más grande visible desde Seattle
- Monte Townsend: muy visible desde Seattle en el extremo noreste de las Olímpicas (técnicamente en la espesura Buckhorn)
- Monte Anderson: el pico oeste del monte Anderson es el vértice hidrográfico de las montañas Olímpicas: desde este pico, los ríos fluyen hacia el océano Pacífico, el estrecho de Juan de Fuca y el canal Hood .
- The Brothers - doble pico visible desde Seattle
- Monte Engaño
- Monte Washington
- Monte Ángeles
- Monte Piedra
- Monte Ellinor

Otras cumbres:
- Pico Boulder: un pico ubicado en el área del lago Crescent y el río Elwha
- Monte Storm King: ubicado justo al sur del lago Crescent
- Hurricane Ridge: cumbre accesible por carretera cerca de Port Angeles

### Otras características
- Cordillera Bailey
- Pase perdido

### Áreas protegidas
Una gran parte de la cordillera se encuentra dentro del parque nacional Olympic. De esta porción, el 95% es parte de la espesura Daniel J. Evans.
El parque nacional está rodeado en los lados sur, este y noroeste por el bosque nacional Olympic. Tiene cinco áreas silvestres, y en el lado suroeste por el bosque estatal Clearwater una reserva de área natural (Departamento de Recursos Naturales de Washington) y la reserva india de los Quinault. Los parques estatales y las áreas de vida silvestre se encuentran en las elevaciones más bajas.

### Clima

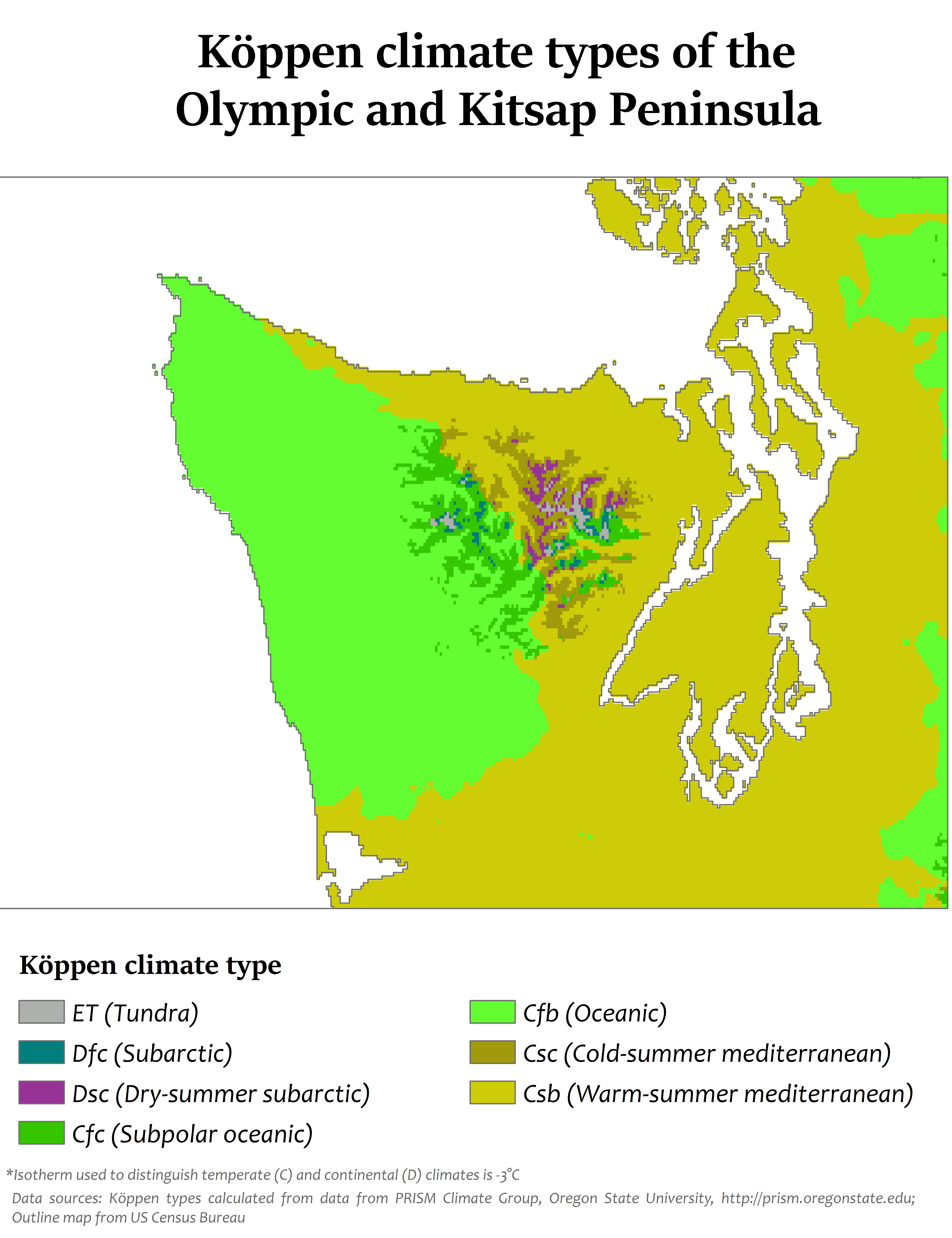
Clasificación climática de Köppen de la península Olímpica

Las precipitaciones varían mucho a lo largo de la cordillera, desde las húmedas laderas occidentales hasta las áridas cordilleras orientales. El monte Olympus, que tiene casi 8000 pies (2438 m) de altura, está a apenas 35 millas (56,3 km) del océano Pacífico. Es uno de los relieves más empinados a nivel mundial y responsable de las altas  precipitaciones del área hasta el punto de que caen 240 pulgadas (6096,0 mm) de nieve y lluvia en el monte Olympus. 140 a 170 pulgadas (3556,0 a 4318,0 mm) de lluvia caen anualmente en la selva tropical de Hoh. Recibe así así la mayor cantidad de precipitaciones de cualquier parte de los Estados Unidos contiguos. Las áreas al noreste de las montañas están ubicadas en una sombra de lluvia y reciben tan solo 16 plg (406,4 mm) de precipitaciones. Las precipitaciones anuales aumentan a alrededor 30 plg (762 mm) en los bordes de la sombra de lluvia alrededor de Port Townsend, las Islas San Juan y Everett. El 80% de las precipitaciones caen durante el invierno. En la planicie costera, la temperatura invernal se mantiene entre los −2 a 7 grados Celsius (28,4 a 44,6 °F). Durante el verano se calienta hasta permanecer entre los 10 y 24 grados Celsius (50,0 y 75,2 °F).
El gran número de ventisqueros y glaciares, que llegan a los 1.500 m (5.000 ft) sobre el nivel del mar, es una consecuencia de las altas precipitaciones. Hay alrededor de 184 glaciares que coronan los picos de las Olímpicas. Los glaciares más prominentes son los del monte Olimpo que cubren aproximadamente 10 millas cuadradas (25,9 km²). Más allá del complejo Olímpico se encuentran los glaciares del monte Carrie, la cordillera Bailey, el monte Christie y el monte Anderson.

## Geología
Las montañas Olímpicas están formadas por material de cuña clástica obducida y corteza oceánica. Son principalmente areniscas del Eoceno, turbiditas y corteza oceánica basáltica. A diferencia de las Cascadas, las Olímpicas no son volcánicas y no contienen granito.
Hace millones de años, se abrieron conductos de ventilación y fisuras bajo el océano Pacífico y la lava fluyó, creando enormes montañas y cordilleras submarinas llamadas montes submarinos. La placa tectónica de Farallón que formaba parte del fondo del océano Pacífico (separada de la placa del Pacífico) avanzó poco a poco hacia el este en dirección hacia América del Norte hace unos 35 millones de años y la mayor parte del fondo marino se hundió debajo de la masa continental de la placa de América del Norte. Sin embargo, parte del lecho marino fue raspado y apretado contra el continente, creando el domo que fue el precursor de las montañas Olímpicas de hoy. En este caso en particular, las futuras montañas Olímpicas estaban atascadas en una esquina creada por los microcontinentes de la isla de Vancouver y las Cascadas del Norte unidas al borde occidental de la placa de América del Norte. Se cree que este es el origen de la forma curva de la herradura basáltica olímpica, un arco de basalto que corre hacia el este a lo largo del estrecho de Juan de Fuca, hacia el sur a lo largo del canal Hood y luego hacia el oeste hasta el lago Quinault. La falla de cabalgamiento hacia el noreste en la esquina de la isla de Vancouver/Cascadas del Norte empuja la roca de las Olímpicas hacia arriba y hacia el suroeste, lo que da como resultado estratos que parecen estar de pie y que se entremezclan con estratos de diferente composición mineral. Todo esto ocurrió bajo el agua; las montañas Olímpicas comenzaron a elevarse sobre el mar hace solo 10 a 20 millones de años.
Las montañas Olímpicas se formaron en la era del Pleistoceno por los glaciares tanto alpinos como continentales que avanzaron y retrocedieron varias veces. Los valles de los ríos Hoh, Queets y Quinault son típicos valles en forma de U excavados por el avance de los glaciares alpinos. Los glaciares alpinos en retirada crearon montones de taludes y desprendimientos de rocas. En las altas montañas, los principales ríos nacen en circos alpinos tallados por glaciares. Durante las glaciación Orting, seguidas por la de Stuck, Salmon Springs y Fraser, la vasta capa de hielo continental de la Cordillera descendió desde el sur de Alaska a través de la Columbia Británica hasta las montañas Olímpicas. El hielo se dividió en los lóbulos de hielo de Juan de Fuca y Puget, cuando se encontraron con las resistentes montañas Olímpicas, tallando así las vías fluviales actuales y avanzando hacia el sur hasta la actual Olimpia. El hielo subió por los valles de los ríos hasta una altura de 3800 pies (1158,2 m) llevando consigo erráticos glaciares graníticos.

## Ecología

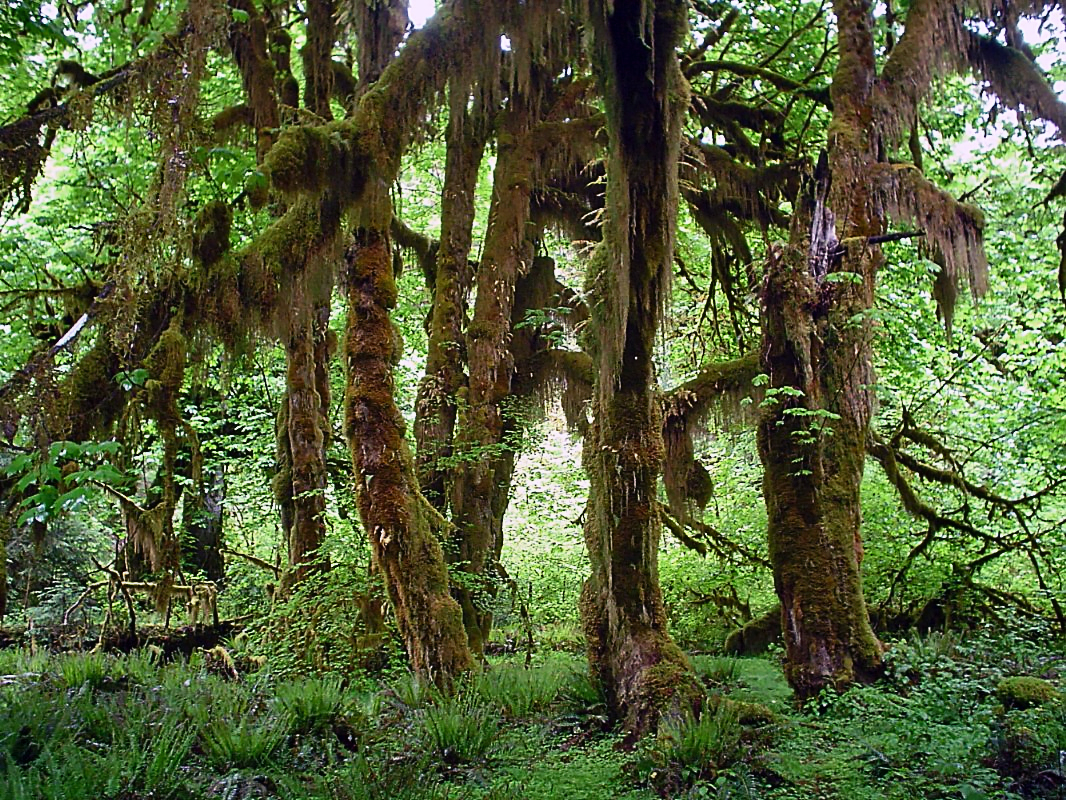
La selva tropical de Hoh es compatible con muchos árboles y epífitas.

Las montañas sustentan una variedad de ecosistemas diferentes. Esos ecosistemas varían según la elevación y la ubicación relativa de este a oeste, lo que influye en el clima local, sobre todo en la precipitación.

### Flora
Los bosques Olímpicos son bosques de coníferas, únicos entre los bosques templados mésicos en su dominio casi total de coníferas en lugar de maderas duras. La proporción de volumen de madera de frondosas:madera de coníferas es de 1:1,000 en el noroeste marítimo del Pacífico. Otra característica única de los bosques Olímpicos es el tamaño y la longevidad de las especies de árboles dominantes. Cada género de coníferas representado aquí está representado por su especie más grande y longeva, y también por algunas de sus especies clasificadas en segundo y tercer lugar. Las acumulaciones de biomasa se encuentran entre las más altas de las zonas de bosques templados. Se cree que el predominio de las coníferas es el resultado de la cantidad y el momento de la precipitación. Los veranos secos limitan el crecimiento de los árboles de hoja caduca, como la mayoría de las maderas duras. Los árboles de hoja perenne, como la mayoría de las coníferas, pueden aprovechar la precipitación invernal al continuar realizando la fotosíntesis durante el otoño, el invierno y principios de la primavera, cuando los árboles de hoja caduca no pueden realizar la fotosíntesis. No se producen coníferas de hoja caduca en las Olímpicas; los alerces se encuentran en las Cascadas orientales, mucho más secas, pero no en las Olimpiadas ni en las Cascadas occidentales. Sólo existe una especie de frondosa perennifolia, el madroño. Se cree que el gran tamaño y la gran edad de las coníferas aquí es el resultado de la relativa falta de tormentas de viento frecuentes como los ciclones tropicales.
A lo largo de los flancos occidentales de las montañas, el aumento de la precipitación orográfica sostiene bosques templados lluviosos en los valles de los ríos Quinault, Queets, Hoh y Bogachiel en elevaciones bajas. La protección del parque nacional Olympic ha permitido que estas selvas tropicales retengan árboles viejos, los cuales sustentan un ecosistema variado. Las selvas pluviales Olímpicas están compuestas principalmente de pícea de Sitka y tsuga occidental, al igual que los bosques de pícea de Sitka de las tierras bajas circundantes, pero se distinguen por tener una abundancia relativa de arboledas de arce de hoja ancha y arce enredadera, que albergan grandes comunidades epífitas de musgos, líquenes, helechos y musgos; abundancia de troncos nodriza en el suelo del bosque; un dosel forestal relativamente abierto y una capa de arbustos dispersos; y una densa capa de musgo en el suelo del bosque. Las selvas tropicales son los lugares de invernada para las manadas de alces de Roosevelt y se cree que el pastoreo de los alces es responsable de la capa de arbustos abierta y el dominio de la picea de Sitka sobre la cicuta occidental.
Las selvas tropicales son solo un tipo de bosque que se encuentra en las montañas Olímpicas. Franklin y Dyrness. establecieron 5 zonas forestales: la zona pícea de Sitka, la de cicuta occidental, la de abeto plateado, la de cicuta de montaña y la de las zonas verdes subalpinas. Otros autores incluyen una sexta zona adicional, la del abeto Douglas. Diferentes asociaciones de plantas son típicas de una o más zonas forestales. Por ejemplo, la asociación de plantas de la selva tropical descrita anteriormente es miembro de la zona forestal de piceas de Sitka.
La zona de pícea de Sitka es una zona de tierras bajas dominada por la pícea de Sitka y la cicuta occidental. La precipitación es alta, los inviernos son templados y las elevaciones son bajas. Esta zona boscosa se encuentra típicamente en elevaciones muy bajas en la planicie costera occidental y no en áreas montañosas, aunque se puede encontrar a una altura de hasta 1900 pies (579,1 m).
Las elevaciones más bajas de las montañas Olímpicas, desde aproximadamente 480 pies (146,3 m) hasta 1800 pies (548,6 m) – 3700 pies (1127,8 m), presenta la zona de cicuta occidental, llamada así porque en la mayor parte de la zona, la especie de árbol clímax sería la cicuta occidental, aunque gran parte del área está dominada por el abeto de Douglas. La razón de esto es que el abeto de Douglas es una de las primeras especies seriales y se reproduce principalmente después de perturbaciones como incendios, tala, deslizamientos de tierra y tormentas de viento. La cicuta occidental no se reproduce bien en suelos expuestos y perturbados, pero germina bajo el dosel del abeto de Douglas, y finalmente se apodera del bosque dando sombra al abeto de Douglas, que no puede reproducirse a la sombra. En esta zona, a pesar de las altas precipitaciones anuales, el estrés por sequía en verano es lo suficientemente grave como para limitar el crecimiento de muchas especies, como la pícea de Sitka. Las maderas duras, como el arce de hoja ancha, los sauces y el aliso rojo, se limitan a sitios alterados y áreas ribereñas. El cedro rojo crece en los sitios más húmedos. Un área muy pequeña de la sombra de lluvia del noreste contiene la zona limitada de abetos de Douglas, donde es demasiado seca para la cicuta occidental.

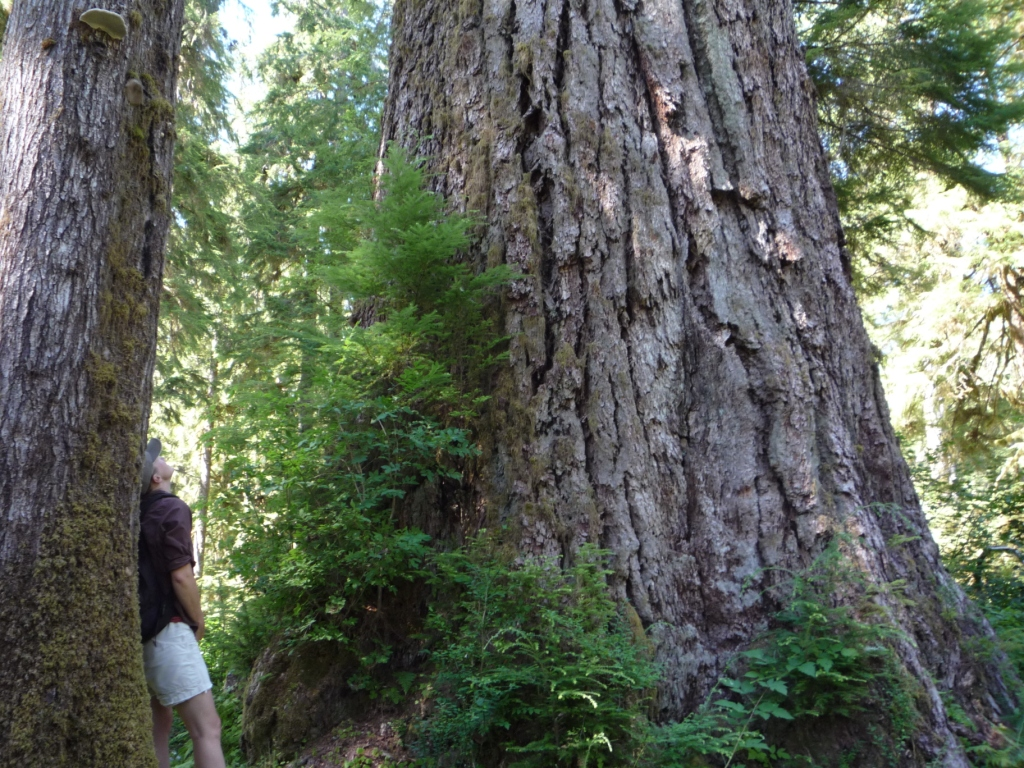
Abeto de Douglas del río Queets

Avanzando en elevación y disponibilidad de humedad está la zona de abetos plateados, que llega hasta aproximadamente 3900 pies (1188,7 m) de altura. Esta zona recibe más precipitaciones, y más en forma de nieve, que la zona de cicuta occidental, la cual es más baja, más cálida y más seca. El frío y la capa de nieve se combinan para limitar el crecimiento de las plantas de menor altura. Por otro lado, el abeto plateado es menos tolerante a la sequía y al fuego que el abeto de Douglas o la cicuta occidental. El aliso deslizante (Alnus viridis sinuata) crece en áreas de arrastre de nieve y rampas de avalancha junto con el cedro amarillo. Los prados de thimbleberry también crecen en esta zona, a menudo intercalados entre los toboganes de aliso y el bosque de abetos plateados.
La siguiente zona forestal más alta es la zona de cicuta de montaña, la zona forestal más alta de las montañas Olímpicas. En esta zona, la mayoría de las precipitaciones caen en forma de nieve y la temporada de crecimiento sin nieve es muy corta. En el lado más seco de la sombra de la lluvia de las montañas, la cicuta de montaña es reemplazada en gran parte por el abeto subalpino. En las elevaciones más altas de la zona de tsuga de montaña/abetos subalpinos, la cubierta arbórea se reduce a rodales aislados de árboles llamados islas de árboles, que son rodeados de praderas subalpinas en la zona de parques subalpinos. Las variaciones en el sustrato, la topografía, la humedad y la profundidad y duración de la capa de nieve determinan la comunidad de vegetación. Las islas de árboles se forman en topografía convexa, que tienden a acumular menos nieve y arrojarla antes que el nivel circundante o la topografía cóncava.
En el oeste, la zona subalpina está dominada por la cicuta de montaña. Ocurre junto con el abeto subalpino de 1100 a 1650 metros (3608,9 a 5413,4 pies) de altura en la cordillera Bailey; sin embargo, el rango de este tipo de bosque no es extenso y no se extiende mucho al oeste del monte Olympus, ni es común en el este. El cedro amarillo (Chamaecyparis nootkatensis) se encuentra a veces en relación con estas plantas. En el este y otras áreas más secas, la zona subalpina está dominada por abetos subalpinos. Puede ocurrir con otros árboles, como la cicuta de montaña, el abeto plateado y el cedro amarillo, pero lo que caracteriza a estas zonas es el predominio del abeto subalpino. Estos bosques se encuentran en las cordilleras orientales de 1300 a 1800 metros (4265,1 a 5905,5 pies) de altura.
En las Olímpicas, la línea de árboles está entre 5000 pies (1524,0 m) y 6000 pies (1828,8 m) de altura, pero también puede ser tan bajo como menos de 4000 pies (1219,2 m) de altura en algunos lugares. La línea de árboles es una función tanto de la elevación como de la precipitación, sobre todo respecto a la cantidad de nieve que cae cada invierno. La temporada de crecimiento de los árboles es relativamente corta en las elevaciones más altas de las montañas Olímpicas de barlovento en comparación con elevaciones similares en otras cadenas montañosas, ya que, debido a las grandes acumulaciones de nieve, tardan mucho tiempo en derretirse cada año.

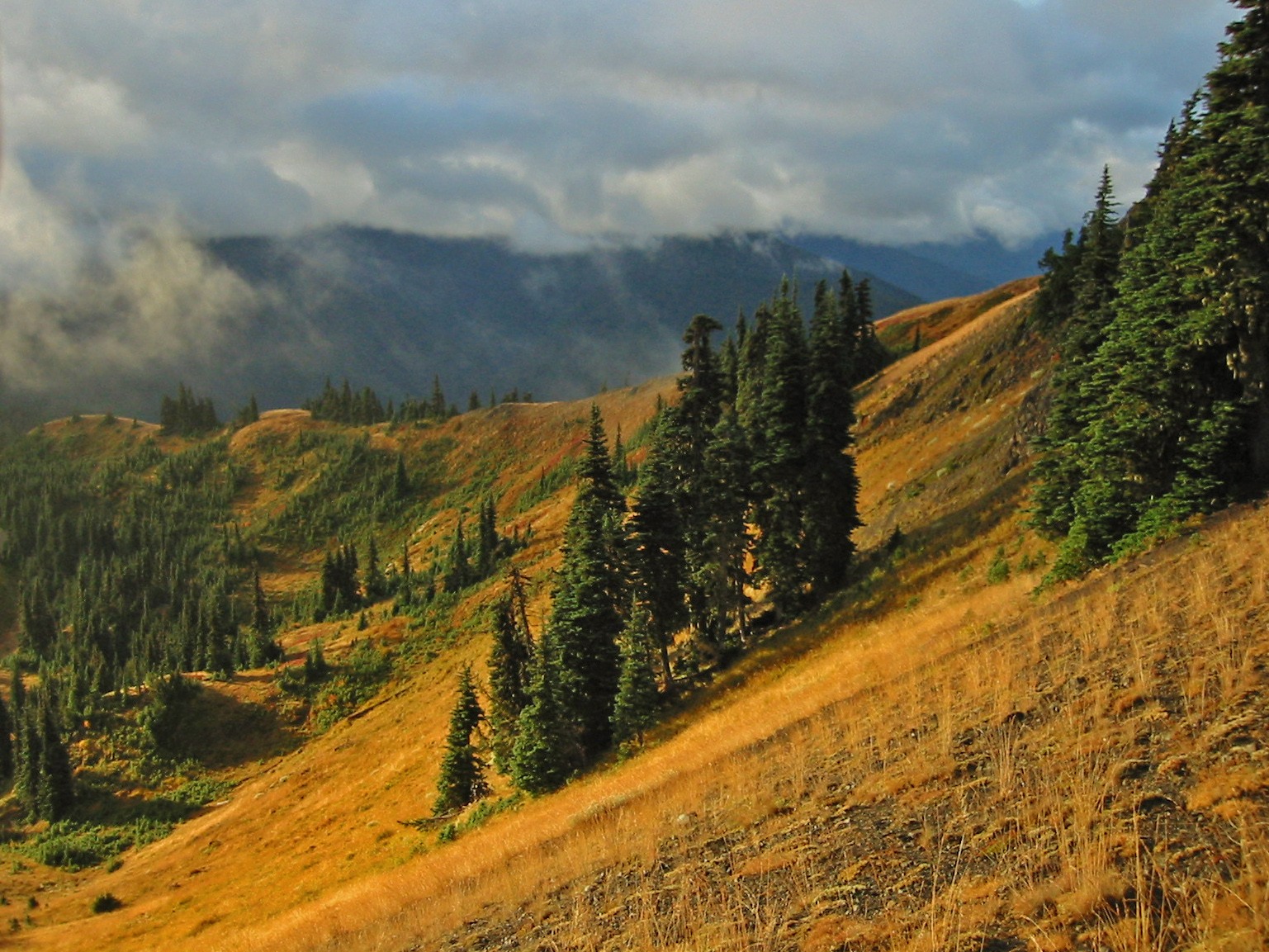
Hurricane Ridge soporta condiciones subalpinas y alpinas secas en las montañas Olímpicos

Los prados subalpinos en las montañas Olímpicas están divididos en 5 tipos. Los prados de arbustos de brezo están dominados por arándanos ericáceos y brezos. Los exuberantes prados herbáceos se caracterizan por la valeriana de Sitka y la vistosa juncia. En las zonas más secas o con una capa de nieve más larga crecen prados de juncia enana (Carex nigricans) o hierba (Festuca viridis). Phlox diffusa tipifica las praderas herbáceas bajas de piedra pómez, taludes y pedregales y otras áreas rocosas. La hierba de sierra americana es común tanto en los prados de montaña como en los parques subalpinos inferiores en las montañas Olímpicas.
Por encima del límite forestal se encuentra la zona alpina. No es una zona forestal, ya que ningún árbol puede crecer tan alto. La zona alpina en las montañas Olímpicas tiene un tamaño mucho más limitado que en otras cadenas montañosas templadas, desde 1800 metros (5905,5 pies) a 2250 metros (7381,9 pies) de altura. La alta precipitación de las Olímpicas crea nieve y hielo permanentes en elevaciones más bajas que las típicas de otras cadenas montañosas, cortando la zona de vegetación alpina. La mayor parte de la vegetación alpina se encuentra en el lado de la sombra de la lluvia, en las Olímpicas del noreste, donde hay menos nieve y hielo permanentes. La vegetación alpina es herbácea baja, tipificada por Phlox diffusa y especies de Carex. Muchas de las plantas endémicas de las montañas Olímpicas se encuentran aquí, como la campanilla de Piper (Campanula piperi) y la violeta olímpica (Viola flettii).

#### Plantas endémicas

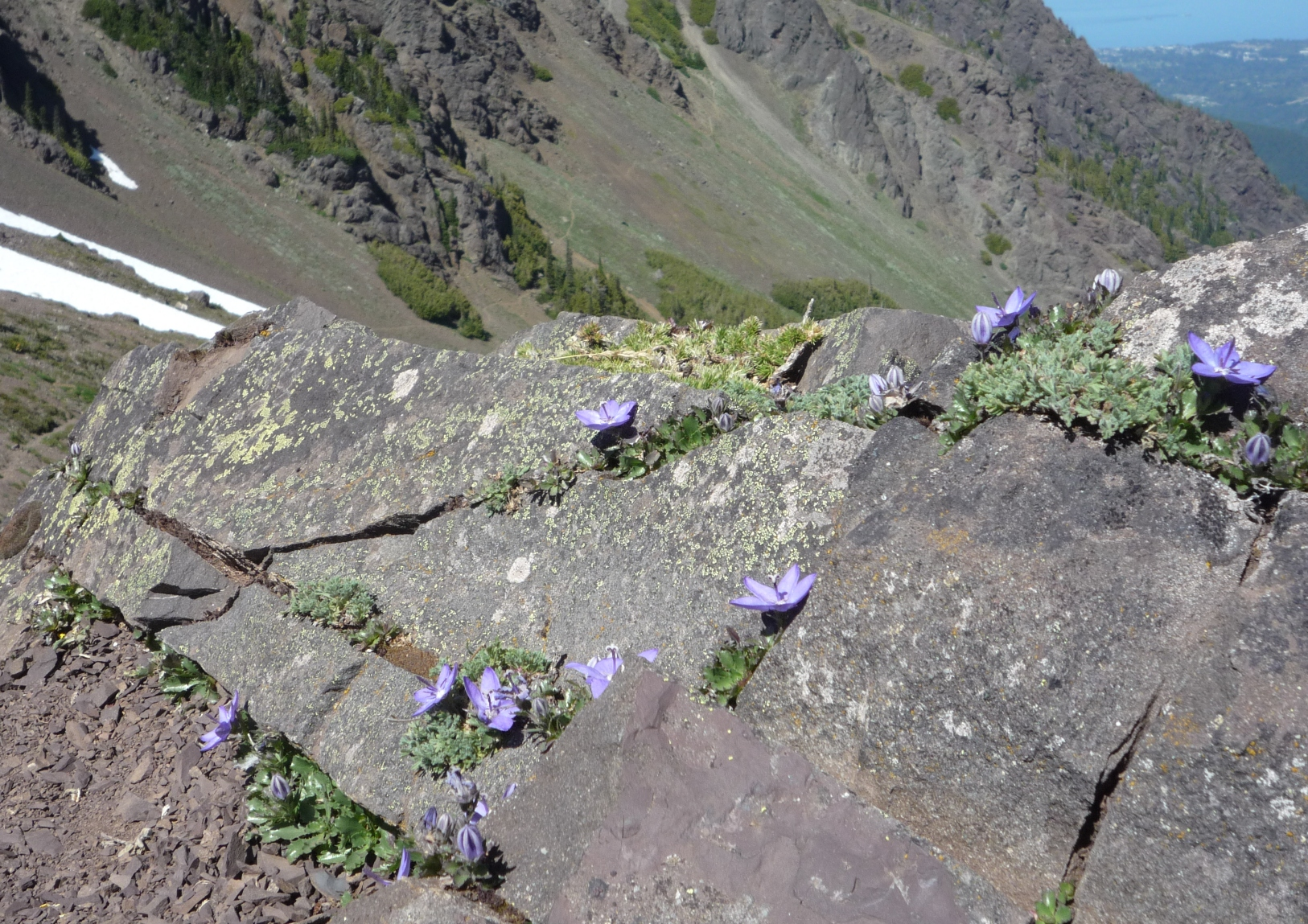
Campanilla de Piper, una montaña Olímpica endémica, cerca del monte Ángeles

- Milkvetch de montaña olímpica (Astragalus australis var. olympicus)
- Campanilla de Piper (Campanula piperi)
- Raíz de coral manchada (Corallorhiza maculata var. ozettensis)
- Fleabane de Flett (Erigeron flettii)
- Fleabane errante de Thompson (Erigeron peregrinus ssp. peregrinus var. thompsonii)
- Lirio cervatillo de Quinault (Erythronium quinaultensis)
- Estera de roca olímpica (Petrophylum hendersonii)
- Hierba de montaña olímpica (Senecio neowebsteri)
- Synthyris de hoja cortada olímpica (Synthyris pinnatifida var. lanuginosa)
- El diente de león de la montaña olímpica (Taraxacum olympicum)
- Violeta olímpica (Viola flettii)[8]

### Fauna
Los mamíferos extirpados de las montañas Olímpicas son el pescador (Martes pennanti) y el lobo gris (Canis lupus). El pescador fue declarado extirpado del estado de Washington cuando no se detectaron pescadores durante las encuestas de carnívoros en todo el estado en las décadas de 1990 y 2000. En 2007 se inició un proyecto de reintroducción, en colaboración con el parque nacional Olympic. El lobo gris fue extirpado del estado de Washington a principios del siglo XX. El último lobo documentado en las Olímpicas fue atrapado en 1920. A principios del siglo XXI, los lobos están migrando de regreso de forma natura hacia el este y el centro-norte del estado de Washington, pero no hay evidencia de migración de lobos a las Olímpicas y tampoco un plan para trasladar lobos a las montañas Olímpicas.
Carnívoros
El lobo gris está catalogado como una especie en peligro de extinción por el Servicio de Pesca y Vida Silvestre de EE. UU. y el pescador está catalogado como una especie en estado de peligro de extinción por la Comisión de Pesca y Vida Silvestre de Washington.
Previo a la extirpación del lobo gris, los coyotes (Canis latrans) se encontraban en las tierras bajas de la península Olímpic pero no en las montañas. Con la ausencia de esos lobos, los coyotes se han estado moviendo hacia las elevaciones más altas de las montañas y pueden ser por ello responsables de la disminución de la población de la marmota Olímpica.
El oso negro americano (Ursus americanus) vive en gran número en las montañas Olímpicas. Los osos de las Olímpicas comen salmón, roedores, arándanos, corteza de árbol, insectos y cadáveres de ciervos o alces.
El puma (Felis concolor) es el carnívoro más grande de las montañas Olímpicas. Sus presas principales son los ciervos y los alces, pero también cazan puercoespines e insectos. Rara vez se ven, pero se cree que están muy extendidos y son relativamente comunes en las montañas Olímpicas.
Cabras de montaña
La cabra montés (Oreamnos americanus) no es originaria de las montañas Olímpicas, pero fue introducida para la caza en la década de 1920 por una coalición del Servicio Forestal, el Guardián de Caza del Condado de Clallam y la Comisión Estatal de Caza. Las cabras montés que hay en las montañas Olímpicas se han asociado con daños a la vegetación alpina y la erosión del suelo de esa zona.
Las cabras también han sido agresivas con los visitantes del parque. En 1999, una cabra montés corneó a un excursionista en la cima del monte Ellinor en el bosque nacional Olympic, y en 2010, una cabra montés corneó fatalmente a un excursionista en el sendero Klahane Ridge en el parque nacional Olympic. En 2012, el sendero al monte Ellinor se cerró en verano debido a cabras agresivas, el cual se volvió a abrir en otoño.
Un esfuerzo de transporte aéreo hecho por parte del Servicio de Parques Nacionales comenzó en septiembre de 2018 en un intento de reubicar las cabras en la región de las Cascadas. NPS espera reubicar a varios cientos de esas cabras antes de comenzar una opción de eliminación letal. El servicio de parques espera reducir la población de cabras a 0-50 animales para 2028.
Alce
El alce de Roosevelt Cervus canadensis roosevelti se extiende a lo largo de la costa del Pacífico desde el río Ruso hasta la isla de Vancouver. Los alces de las Olímpicas y los alces de la isla de Vancouver son algunas de las últimas manadas de alces puros de Roosevelt que todavía quedan; los de las Cascadas se han mezclado con los alces de las Montañas Rocosas. El parque nacional Olympic tiene la población más grande de alces de Roosevelt en el mundo. Algunas manadas pasan el invierno en los valles de las tierras bajas, el verano en las tierras altas, en las praderas subalpinas. Otros rebaños viven todo el año en los bosques y prados de las tierras bajas. Los alces prefieren las áreas más húmedas, la pícea de Sitka, la cicuta occidental húmeda y las zonas de cicuta de la montaña.
Se cree que el ramoneo de alces es responsable de la estructura abierta similar a un parque de las selvas tropicales de las Olímpicas; los alces pastan en la cicuta y los arbustos, dejando crecer la picea de Sitka. El ramoneo de alces también aumenta la diversidad de pastos y hierbas. Los experimentos de exclusión de alces en los valles de la selva tropical muestran que crecen más especies de vegetación fuera de las exclusiones, donde los alces se alimentan, que adentro; mientras que hay más arbustos y árboles jóvenes dentro de los recintos, hay más pastos y hierbas afuera. El ramoneo de alces mejora el forraje para otros herbívoros como ciervos, campañoles y liebres con raquetas de nieve. Los alces prefieren bosques maduros y arboledas de alisos jóvenes a las grandes plantaciones de edad uniforme comunes en terrenos madereros comerciales, aunque utilizarán pequeños desmontes recientes donde imitan las aperturas de los bosques naturales.
Tanto la expedición de Press como la de O'Neil quedaron impresionadas por la cantidad y la mansedumbre de los alces. Ambos líderes de la expedición prohibieron disparar al alce y al ciervo excepto cuando la expedición necesitara carne. El Monumento Nacional Olímpico se formó para proteger a los alces de la zona después de que las manadas se redujeran a menos de 2000 animales. La población se recuperó hasta el punto de que en 1937 se abrió por ello una temporada de caza de alces en el valle del río Hoh.
Se estima que entre 2000 y 4000  cazadores vinieron para la temporada de caza de 1957, varias veces más de lo esperado; el exceso llevó a una pesadilla logística. Un cazador recibió un disparo accidental y murió. Un segundo cazador se ahogó en el río Hoh. Un caballo de carga fue disparado. El río Hoh se desbordó, dejando varados a cazadores y arrastrando también sus campamentos. El personal del Servicio Forestal y de Caza Estatal se vio abrumado con los esfuerzos de rescate (cazadores perdidos, varados o heridos) y la resolución de disputas. Más de 800 los alces fueron cazados, de los cuales algunos quedaron tirados en el bosque. Los defensores de un parque nacional utilizaron la caza de alces de 1937 como un argumento a favor de la protección permanente de las manadas de alces de las Olímpicas. No todas las manadas de alces están protegidas dentro del parque nacional: algunas migran dentro y fuera del parque, y otras viven completamente fuera del parque. Todos los alces están sujetos a la caza regulada cuando están fuera del parque nacional.
Ciervo bura
El venado cola negra (Odocoileus hemionus columbianus) prefiere áreas más secas que los alces, como las zonas secas de tsuga occidental, abeto de Douglas y abeto subalpino. Al igual que el alce, el venado cola negra pasa el invierno en las tierras bajas a lo largo de las crestas orientadas al sur, y el verano en las praderas de las tierras altas.
Otros
El castor de montaña (Aplodontia rufa) es un gran roedor primitivo endémico del noroeste del Pacífico. Son comunes en las montañas Olímpicas. Prefieren matorrales húmedos y madera de segundo crecimiento.
La babosa banana (Ariolimax columbianus) es otra especie endémica del noroeste del Pacífico. Las babosas son abundantes en los bosques Olímpicos, superando a los mamíferos y las aves juntos en cantidad. Prosperan en la fresca sombra húmeda de los bosques. La babosa banana es la más grande y llamativa de las babosas Olímpicas.
El búho manchado del norte (Strix occidentalis caurina) es una especie dependiente de crecimiento antiguo y está catalogada como amenazada en virtud de la Ley de especies en peligro de extinción. La mayoría de los búhos moteados de la península Olympic, junto con la reserva más grande de bosques primarios templados, viven en el parque nacional. Los búhos manchados se alimentan de ardillas voladoras y liebres con raquetas de nieve. También son presa de los grandes búhos cornudos Bubo virginianus. La densidad del dosel de un bosque primario brinda a los búhos manchados cierta protección contra los búhos cornudos más grandes y menos ágiles.
El colibrí rufo (Selasphorus rufus) es el único colibrí que hay en las Olímpicas. Pasan el invierno en México y el sur de California, llegando a las montañas Olímpicas en febrero o marzo con la floración de la ciruela india Oemleria cerasifera.
El pato arlequín (Histrionicus histrionicus) se reproduce en los rápidos arroyos de montaña en las montañas Olímpicas. Pasan el resto del año en aguas costeras.
El águila pescadora (Pandion haliaetus) y el águila calva (Haliaeetus leucocephalus) pescan en los ríos de las Olímpicas, anidando en grandes árboles viejos. Ambos son relativamente comunes, el águila calva más a lo largo de la costa que en las montañas.
Los ríos de las Olímpicas están dominados por los salmónidos del Pacífico, los Oncorhynchus. Chinook, coho, rosa, arcoíris y trucha arcoíris, y la trucha, todos desovan en los ríos  de las montañas Olímpicas. El chum y el salmón rojo también viven en los ríos costeros de la península Olympic, pero no llegan a las montañas. La trucha toro (Salvelinus confluentus) y la trucha Dolly Varden (S. malma) también viven en los ríos Olímpicos.

#### Fauna endémica
Hay por lo menos 16 especies animales endémicas.
Mamíferos
- Marmota olímpica (Marmota olympus )
- Ardilla listada olímpica (Tamius amoenus caurinus )
- Topo de nieve olímpico (Scapanus townsendii olympicus )
- Gopher de bolsillo de Mazama (Thomomys mazama melanops )
- Armiño olímpico (Mustela richardsonii olympica)

Anfibios
- Salamandra de torrente olímpica (Rhyacotriton olympicus)

Pescado
- Mudminnow olímpico (Novumbra hubbsi)
- Trucha arcoíris Beardslee (Oncorhynchus mykiss irideus)
- Trucha degollada Crescenti (Oncorhynchus clarki clarki)

Insectos
- Mariposa patrón de Hulbert (Hesperia comma hulbirti)
- Saltamontes olímpico (Nisquallia olympica)
- Escarabajo gacela de Mann (Nebria dammanni)
- Escarabajo gacela de Quileute (Nebria acuta quileute)
- Escarabajo tigre (Cicindela bellissima frechini)

Moluscos
- Babosa ariónida (Hemphillia dromedarius )
- Babosa saltarina ariónida (Hemphillia burringtoni)[8]

Casi endémico
Casi endémicas, aquellas que ocurren en las montañas Olímpicas, así como en otras partes de un rango limitado, incluyen la salamandra gigante de Cope (Dicamptodon copei) y la salamandra de Van Dyke (Plethodon vandykei), ambas encontradas principalmente en las montañas Olímpicas y otras áreas montañosas del oeste de Washington; la rana de cola (Ascaphus truei), de los arroyos de montaña del noroeste del Pacífico, y el castor de montaña (Aplodontia rufa) de la costa noroeste del Pacífico.

## Historia

### Prehistoria
Para los habitantes originales de la península Olympic, los picos más altos de las montañas fueron los únicos refugios que había durante las Grandes Inundaciones al principio de los tiempos. Para el pueblo de Elwha Klallam, ese pico era el monte Carrie; para los skokomish, era un pico al oeste del monte Ellinor. La figura del pájaro del trueno de la tribu Hoh vivía en el Monte Olympus, en una guarida bajo el Glaciar Azul. La gente de las cuencas hidrográficas de Skokomish, Quinault y Elwha viajaba regularmente a las tierras altas para cazar alces, recolectar arándanos y hierba de oso, y realizar búsquedas de espíritus. Los senderos a través de las montañas permitieron a los miembros de las diversas tribus visitarse y comerciar entre sí. Las expediciones transolímpicas de la década de 1890 encontraron árboles en llamas que tomaron para marcar los senderos indios.
La evidencia arqueológica muestra que las montañas Olímpicas fueron habitadas por cazadores paleolíticos después del retiro de la capa de hielo de la Cordillera. Las herramientas de piedra en el área de Deer Park datan de hace 7600 años, antes de la erupción volcánica del monte Mazama. Se han encontrado herramientas similares cerca del lago Cushman y en las praderas y cordilleras subalpinas Olímpicas, así como en las zonas costeras. Además, un fragmento de una canasta tejida encontrada en el subalpino de las Olímpicas de Obstruction Point fue fechado por radiocarbono a casi 3000 años.
Las montañas fueron originalmente llamadas " Sun-a-do " por los indios Duwamish, mientras que el primer europeo en verlas, el navegante español Juan Pérez, nombró al Monte Olimpo "Santa Rosalía", en 1774. Sin embargo el capitán inglés John Meares, al verlos en 1788, pensó que honraría al explorador griego Juan de Fuca, quien afirmó haber encontrado cerca el legendario paso del Noroeste al nombrar la montaña como el hogar mítico de los dioses griegos, que es el "Monte Olimpo " en Grecia. Se utilizaron varios nombres para las montañas en función del nombre Monte Olympus, incluido la cordillera Olímpica, las montañas Olímpicas y la Cordillera Olimpo. Estas propuestas alternativas nunca tuvieron éxito, y en 1864 la Seattle Weekly Gazette convenció al gobierno para que hiciera oficial el nombre actual, aunque se siguieron utilizando otros nombres.

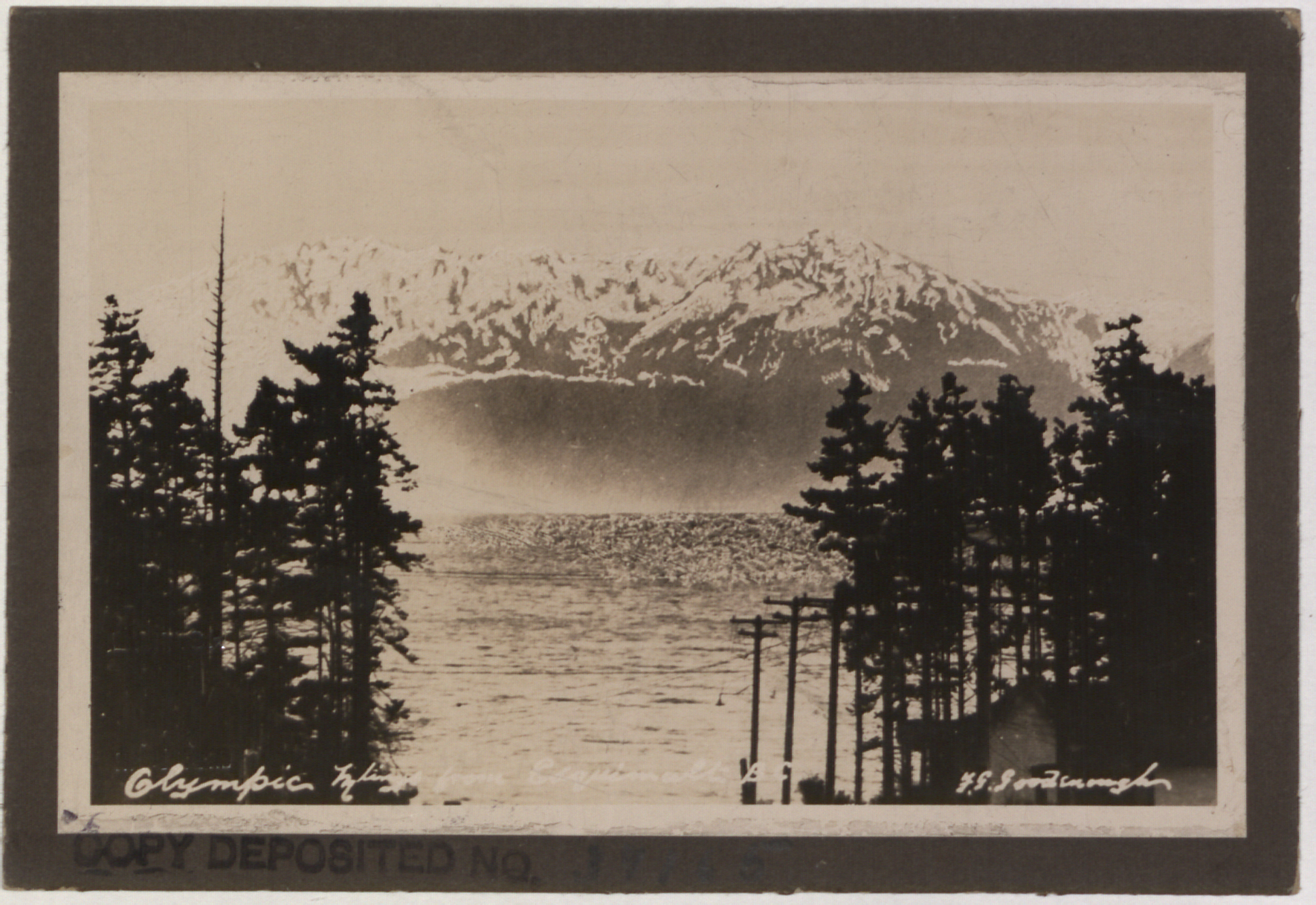
Montañas Olímpicas de Esquimalt, BC, 1921, fotógrafo FG Goodenough

### Primera expedición de O'Neil, 1885
Aunque fácilmente visible desde muchas partes del oeste de Washington, especialmente Seattle, el interior estuvo casi completamente inexplorado hasta 1885, cuando el segundo teniente Joseph P. O'Neil del 14.º de infantería, que estaba estacionado en Fort Vancouver, dirigió una pequeña expedición a las Olímpicas del norte desde Port Angeles. O'Neil dirigió una expedición que estaba compuesta de 3 soldados, 2 ingenieros civiles y 8 mulas desde Port Ángeles en julio de 1885. La expedición abrió un camino de mulas desde Port Ángeles hasta Hurricane Ridge y acampó cerca del sitio actual del centro de visitantes del parque nacional. Desde allí, exploraron y construyeron senderos hacia el este y el sur, explorando las cuencas hidrográficas superiores de los ríos Dungeness y Dosewallips, y hasta Cameron Basin, cerca del monte Cameron. O'Neil fue llamado por el ejército en agosto para ser transferido a Fort Leavenworth en Kansas, y la expedición tuvo que regresar por ello a Fort Townsend. El Obstruction Peak Road y partes de Hurricane Ridge Road y los senderos Klahane Ridge, Grand Pass y Lost Pass en el parque nacional Olympic se originaron con los senderos para mulas que fueron construidos por esta expedición.
A fines de 1889, Charles A. Gilman y su hijo Samuel exploraron East Fork Quinault hasta su cabecera. Sin embargo optaron luego por regresar por donde vinieron en lugar de cruzar las montañas.

### Expedición de prensa 1889–1890
El primer cruce de las montañas Olímpicas se realizó entre noviembre de 1889 y mayo de 1890 por la Expedición de Prensa, un grupo de 5 hombres liderados por el canadiense James H. Christie y patrocinado por el periódico de Seattle Press. Ascendieron por el río Elwha y descendieron por el río North Fork Quinault. La fiesta de Press incluyó 2 mulas, que murieron en incidentes separados, y 4 perros, uno de los cuales fue matado por un alce.
La Expedición de la Prensa cruzó en invierno para vencer a la expedición planeada de O'Neil para el verano de 1890. Inicialmente, la expedición construyó un bote en el río Elwha para remolcar su carga río arriba, pero el agua helada y la nieve profunda que cubría las rocas y los árboles caídos hicieron que este medio de transporte fuera muy lento. Después de 2 semanas, los hombres habían remolcado el bote 4 millas (6,4 km). Sin embargo, transportaba carga donde las mulas no podían. Christie y sus hombres abandonaron el bote y cambiaron a las mulas cuando llegaron a la cabeza de navegación en el Elwha, pero las mulas murieron en incidentes separados de forma bastante temprana en la expedición. La razón fue que la nieve profunda, las laderas empinadas y los árboles caídos dificultaron enormemente el viaje de las mulas, junto con la falta de forraje.
La expedición llevó comida mínima, porque tenían la esperanza de encontrar caza por el camino. En las tierras bajas, la caza y el pescado abundaban, pero las fuertes nevadas de ese invierno expulsaron la caza de las montañas y, durante largos períodos en las montañas altas, los hombres se vieron reducidos a comer "sopa de harina". A diferencia de las expediciones militares de O'Neil, la espedición Press no tenía línea de reabastecimiento. Una vez en las altas montañas y la nieve profunda, sin caza, pasaron semanas sin poder comer carne y poco para comer excepto harina y frijoles. Los hombres llevaron toda la carga sobre sus propias espaldas a través de una de las secciones más ásperas y laberínticas de las altas montañas a través de nieve con una profundidad de 10 a 15 pies (3 a 4,6 m).
Al escalar un pico para poder tener una vista del área, Christie estimó que la nieve en el pico tenía 25 pies (7,6 m) de profundidad. Las avalanchas se produjeron a diario. Cruzando Low Divide entre la parte superior del río Elwha y las cabeceras de North Fork Quinault, los hombres escalaron un acantilado vertical, lo que obligó a Christie a subir a una repisa y luego bajar una cuerda a los hombres de abajo. Jaurías, perros y hombres fueron arrastrados por el acantilado con cuerdas. Una vez en el lado de Quinault de la división, los hombres dispararon, mataron y comieron un oso, la primera carne que habían tenido durante varias semanas de extenuante viaje invernal por las montañas.
La nieve profunda impidió la construcción adecuada de senderos durante gran parte de su ruta, aunque pudieron abrir un sendero accidentado a lo largo del tramo inferior del río Elwha y quemaron árboles a lo largo de su ruta. Usaron senderos de alces siempre que eso fuese posible, y caminaron en el río cuando no había otro camino debido al terreno empinado o la densa maleza. A la expedición le llevó cuatro meses de densos matorrales y ventosas, pantanos, cañones empinados y nieve profunda, húmeda y fangosa solo para llegar a las montañas interiores. Una vez en las altas montañas, el relieve era tan escarpado que los hombres estimaron que viajaron arriba y abajo hasta 6 millas (9,7 km) para cubrir 2 millas (3,2 km) horizontales.
Una vez en el cauce principal del río Quinault, los hombres construyeron una balsa, pero la balsa naufragó en un atasco. Los hombres salvaron a los perros y la mochila que contenía sus mapas, fotografías y registros realizados a lo largo de la ruta, pero perdieron toda su comida, armamento, utensilios, aparejos de pesca, refugio y los pocos especímenes de minerales, plantas y pieles de animales que habían podido recoger. Adicionalmente los hombres se dividieron en lados opuestos del río, sin tener la posibilidad de alcanzarse unos a otros. Continuaron caminando por el río, comiendo brotes de salmón y corteza de abeto, hasta que un colono y un guía indio Quinault que navegaban en canoa hacia el lago Quinault los rescataron. Cuando la expedición de O'Neil de 1890 llegó al cauce principal del río Quinault unos meses después, encontraron algunos de los artículos que la Expedición Press había perdido en ese naufragio. El colono y los indios vecinos llevaron la expedición a través del lago Quinault y río abajo hasta la costa a mediados de mayo, casi seis meses después de que habían partido de Port Angeles. Desde la desembocadura del Quinault viajaron a Aberdeen y luego a Seattle. Su relato de su expedición, junto con fotografías y un mapa de página completa, se imprimió en una edición especial de Press el 16 de julio de 1890.
Los senderos del río Elwha y de North Fork Quinault en el actual parque nacional Olympic siguen la ruta de la Expedición Press, con un desvío a través de las montañas más altas y alrededor del acantilado vertical en Low Divide.

### Segunda expedición de O'Neil, 1890
O'Neil regresó a Washington en 1887 y comenzó a planificar otra expedición. La Expedición de Exploración de las Olímpicas, dirigida por O'Neil, cruzó las Olímpicas del sur en el verano de 1890, ascendiendo por el río North Fork Skokomish y descendiendo por el río East Fork Quinault, construyendo un sendero para mulas a lo largo de toda la distancia. Esta expedición fue más grande que la expedición de 1885 y sería reabastecida por un tren de mulas desde Hoodsport en el canal Hood, lo que daría tiempo para la exploración científica del área. La expedición consistía de 10 soldados, 1 empacador civil de mulas, 4 científicos civiles del Club Alpino de Oregón, 11 mulas, 1 yegua campana para dirigir el tren de mulas y también hasta 4 perros. Los científicos recolectaron especímenes de plantas, animales y minerales, que enviaron de regreso a Portland por medio de un tren de mulas a Hoodsport. La mayoría del grupo se asignó a cortar el camino de las mulas, mientras que grupos de exploradores que consistían de 2 o 3 hombres se desplegaron y los exploradores se adelantaron. Los exploradores y los grupos de exploración lateral treparon por las pendientes a cuatro patas, levantándose y agarrándose a la vegetación; descendieron pendientes similares deslizándose, deliberada o inadvertidamente; cortaron y se arrastraron a través de la densa maleza y el viento; vadearon ríos y arroyos cuando no había otro camino; talaron árboles para salvar barrancos y ríos; y atravesaron crestas estrechas de esquisto orientados verticalmente y de forma desmoronante. Los ataques de avispas y de las llamadas avispas amarillas eran algo que ocurría a diario, lo que hacía que los hombres se apresuraran y las mulas salieran en estampida, una de ellas por un acantilado hasta su muerte. En los lugares donde los hombres cruzaron pantanos, las espinas del garrote del diablo atravesaron a los hombres y se rompieron en su piel, creando inflamaciones dolorosas.
Una vez acampado en las montañas centrales, O'Neil envió pequeños grupos de exploración a los ríos Duckabush, Dosewallips, South Fork Skokomish, Wynoochee y Humptulips, y al monte Olympus y al río Queets. Un grupo de 3 hombres escaló lo que pensaban que era el monte Olympus, pero en realidad era uno de los picos vecinos, Atenea II. Un cuarto miembro del grupo de la cumbre se separó en la escalada y terminó descendiendo solo por el río Queets. Fue acogido por una familia india Quinault. Eran reacios a creer que había cruzado las montañas Olímpicas, ya que creían que no era posible hacerlo; pero aceptaron su historia cuando pudo señalar puntos de referencia en un mapa. (Muchos miembros de esta expedición hablaban la jerga chinook.) Desde su asentamiento, él pudo reincorporarse a la expedición en Hoquiam. Los informes de O'Neil sobre sus exploraciones dieron como resultado su recomendación para que la región fuera declarada parque nacional.

### SigloXX
El monte Olympus en sí no fue ascendido hasta 1907. Fue uno de los primeros éxitos de The Mountaineers, que se había organizado en Seattle solo unos pocos años antes. Varios de los picos más oscuros y menos accesibles de la cordillera no se ascendieron hasta la década de 1970.
El presidente Grover Cleveland protegió los bosques de la península Olímpica con la Reserva Forestal Olímpica en 1897. Inicialmente la reserva constaba de 2 millones de acres, es decir casi toda la península. Los topógrafos del Servicio Forestal, Dodwell y Rixon, pasaron tres años inspeccionando, buscando madera y mapeando la nueva reserva. En su informe, que fue publicado en 1902, informaron que la mayor parte de la tierra no era apta para la agricultura, pero los políticos locales ya habían convencido al presidente William McKinley de retirar la madera más valiosa de las tierras bajas de la reserva, alegando que debería estar abierta a la ocupación. Las empresas madereras privadas pagaban a los "terratenientes" para que presentaran reclamaciones sobre tierras que luego vendían a la empresa maderera. Al mismo tiempo, los cazadores comerciales redujeron las manadas de alces de las Olímpicas a menos de 2000 animales, lo que llevó a la legislatura estatal a imponer una moratoria temporal a la caza de alces en las montañas Olímpicas. La Reserva Forestal fue reorganizada bajo Gifford Pinchot como bosque nacional Olímpic en 1905, con énfasis en la utilización comercial de madera y minerales y la protección contra incendios, así como la caza y la captura. Con la aprobación de la Ley de Antigüedades en 1906, que permitió al presidente designar monumentos nacionales, Theodore Roosevelt proclamó el Monumento Nacional del Monte Olympus, que fue administrado por el Servicio Forestal, en 1909, para proteger las manadas de alces. En 1914, el nuevo supervisor del Servicio Forestal, Henry Graves, hizo un viaje a las montañas Olímpicas para determinar si la madera y los minerales comerciales estaban siendo atados al monumento nacional. Como resultado del informe que hizo Grave, el presidente Woodrow Wilson eliminó un tercio de un millón de acres del monumento.
El río Elwha fue represado en 1910 con la construcción de la presa Elwha. Una segunda presa se construyó a unas pocas millas río arriba en 1927. Sin embargo ninguna represa tenía un paso de peces para las carreras de salmónidos, eliminando así a los salmónidos de más de 70 millas de río. El Congreso autorizó por ello la eliminación de estas presas en 1992 y el trabajo comenzó en 2011.
El río North Fork Skokomish fue represado en la década de 1920 por la ciudad de Tacoma. Eso agrandó el lago Cushman original en un 600%. En 2009 se llegó a un acuerdo con la tribu india Skokomish por los daños que eso causaba a la pesca y el hábitat de la caza y por los daños que adicionalmente causaba a las tierras tribales debido a las inundaciones y la invasión de tierras tribales para la línea de transmisión de energía. Como parte del acuerdo, el salmón migratorio será transportado en camiones alrededor de la presa.
El río Wynoochee fue represado a fines de la década de 1960. Lo hizo el Cuerpo de Ingenieros del Ejército para controlar las inundaciones, pero en 1994 la ciudad de Tacoma se hizo cargo de la represa para generar energía. Los salmones migratorios se transportan en camiones alrededor de la presa, y la Tacoma Public Utilities financia la mitigación para el hábitat de invernada de los alces de Roosevelt que se perdió bajo el embalse.
Con la construcción del Ferrocarril Spruce durante la Primera Guerra Mundial y la finalización de la Carretera Olímpica en 1931, se intensificó la tala en las Olímpicas, al igual que la demanda de instalaciones recreativas. Durante este período, el Servicio Forestal construyó carreteras y campamentos y alentó a las empresas privadas con permisos de uso especial a construir instalaciones turísticas, como una instalación de deportes de invierno en Deer Park y los chalés en Enchanted Valley y Low Divide. También se emitieron permisos de uso especial para cabañas privadas de verano en los lagos Cushman y Quinault, y el centro turístico Olympic Hot Springs. Durante la Gran Depresión, el bosque nacional Olympic utilizó el Cuerpo Civil de Conservación para construir carreteras y vías férreas, puentes, campamentos, refugios, puestos de vigilancia contra incendios, estaciones de guardabosques y un criadero de peces. También combatió incendios y plantaron plántulas de árboles.
La presión por un parque nacional incrementó con la aceleración de la tala y la construcción de carreteras. El Servicio Forestal hizo campaña en las ciudades madereras y de molinos de la península contra el parque nacional, y tanto el Servicio Forestal como el Servicio de Parques compitieron por el apoyo público y el respaldo de varios grupos conservacionistas para la administración del monumento. En 1935, se convocó un comité especial sobre la propuesta del parque nacional. La mayoría informó que las montañas Olímpicas había que calificarlas completamente como lugar de protección como un parque nacional, pero un miembro emitió un informe minoritario que indicaba que la presión pública por las instalaciones recreativas requeriría que el Servicio de Parques construyera carreteras, campamentos y chalés, negando así cualquier beneficio del estatus de parque nacional. Tanto el Servicio Forestal como el Servicio de Parques patrocinaron viajes al campo a través de las montañas Olímpicas durante ese verano para promover de esa manera su administración de las montañas.
En 1937, el presidente Franklin D. Roosevelt visitó las montañas Olímpicas para determinar su idoneidad como parque nacional y fue recibido en Port Angeles por más de 3000 alumnos de escuelas locales que le pidieron que "nos diera nuestro parque nacional Olympic". Promulgó el parque nacional Olympic como ley en 1938. En 1953, el parque se amplió con la adición de la franja costera. También se agregaron más áreas costeras a lo largo del lago Ozette en 1976. También en ese año, la UNESCO nombró al parque Reserva Internacional de la Biosfera y en 1981 Patrimonio de la Humanidad. En 1984, el Congreso designó 5 áreas silvestres en el bosque nacional Olympic, y declaró el 95% del parque nacional Olympic como área silvestre en 1988.